# Johann Baptist Graf (Mediziner)
Johann Baptist Graf (* 10. Februar 1763 in Neunaigen, Oberpfalz; † 14. August 1819 in München) war ein deutscher Arzt und Schriftsteller.

## Leben
Johann Baptist Graf studierte Medizin und erlangte 1790 in Ingolstadt den Doktortitel in dieser Disziplin. Danach ließ er sich in München nieder, wo er sich durch seine Kenntnisse und Gewandtheit bald eine einträgliche Kundschaft und großes Ansehen verschaffte. Er leistete auch bedeutende Dienste an der landärztlichen Schule in München und machte sich durch seine gediegene Schrift über die Viehseuche (Abhandlung über die gegenwärtige Hornviehseuche …, über die Schädlichkeit des Fleischgenusses von dem an der Seuche kranken oder krepierten Vieh und über die nötigen, zweckmäßigen Polizeianstalten in dieser und anderen Seuchen, München 1796) um die Landwirtschaft und Gesundheitspolizei verdient. 1800 wurde er zum Professor der erwähnten Anstalt ernannt, bei der er seit 1794 angestellt war. Zugleich war er ordinierender Arzt im Militärkrankenhaus und viel in seiner Privatpraxis beschäftigt. In der Folge wurde er nacheinander königlicher Oberstabsarzt, Medizinalrat sowie Generallazarett-Inspektionsrat und übte auch weiterhin seine Professur aus. Mit Vorliebe widmete er sich chemischen Arbeiten, für die er sich ein Privatlaboratorium eingerichtet hatte. Er starb 1819 in München.
Die allgemeine Gesundheitspflege nahm fortwährend Grafs Aufmerksamkeit in Anspruch. Insbesondere erwarb er sich Verdienste um die Untersuchung und Beschreibung der bayrischen Gesundheitsbrunnen. Außer der Beschreibung einzelner Mineralquellen verfasste er den Versuch einer pragmatischen Geschichte der bayrischen und oberpfälzischen Mineralwässer; nebst chemischer Untersuchung derselben in 41 Tabellen, der Bergnaphtha bei Tegernsee und einer Brunnenkarte (2 Bände, München 1805). Diese Arbeit fand ebenso Anerkennung wie Grafs Ökonomisch-chemische Abhandlung über den Roggen von 1815 und 1816 und die zweckmäßigen Mehlmischungen zu einem guten Brot (München 1817). Dagegen hatten die anonym erschienenen Chemisch-pharmazeutisch-klinischen Tabellen (erstes Heft, München 1814) nicht den erwünschten Fortgang. Außer den erwähnten Schriften verfasste Graf noch, allerdings anonym, viele Abhandlungen und Aufsätze für verschiedene periodische Blätter, insbesondere für das München Intelligenzblatt.
Am 13. September 1813 wurde Johann Baptist Graf mit dem akademischen Beinamen Apollo Soter II. unter der Matrikel-Nr. 1045 zum Mitglied der Leopoldina gewählt.
Sein Sohn Karl von Graf (1801–1883) schlug ebenfalls die medizinische Laufbahn ein und war u. a. Leibarzt der bayrischen Königin Karoline.

## Weitere Schriften
- Über die Entstehung und den Zweck des chirurgischen Instituts zu München, München 1804
- Ansicht des gelben Fiebers für die bairischen Untertanen, München 1804
- Geschichte des Heilbrunnens bei Tegernsee, oder des Bades zum heiligen Kreuz, 1805
- Karte der mineralischen Quellen des Herzogtum Bayerns und der oberen Pfalz, 1805
- Geschichtliche Darstellung der Wasserburger Mineralquelle, Wasserburg 1812